# Aseptis erica
Aseptis erica là một loài bướm đêm trong họ Noctuidae.